# 瀬谷区

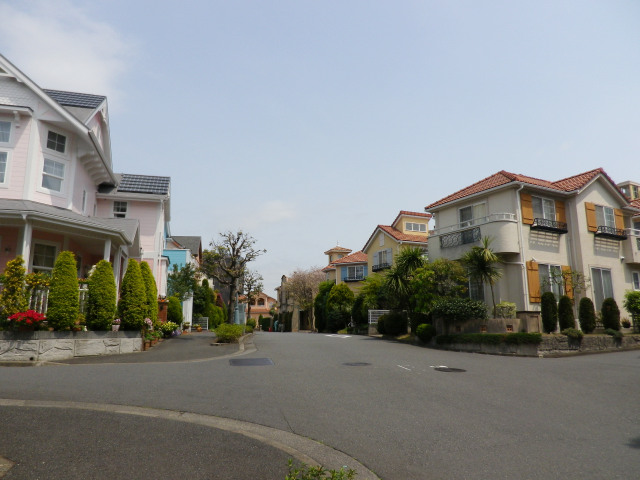
瀬谷区の住宅地

瀬谷区（せやく）は、横浜市を構成する18行政区のうちの一つ。横浜市の最西端に位置する。

## 地理

### 地勢
- 最高地 北町 海抜93.6m
- 最低地 阿久和南三丁目 海抜36.7m

### 位置
相模野台地・相模平野に位置し、相鉄線を挟んで北部は平地が広がり、南部は川沿いに段丘状になっている。

区域は大和市との境界である境川に沿って南北に細長く5つの川が流れている。
北部は東京都町田市、緑区、南部は泉区、東部は旭区に接している。
東京都心から約40km〜50km、横浜市中心部から約15km〜20km程。

位置上、神奈川県県央地域（相模原市・大和市など）や東京都多摩地域南部（八王子市・町田市）などとの結びつきも強い。

### 気象
気象庁横浜地方気象台の情報や注意報・警報は横浜・川崎である。横浜市内ながら内陸部に位置しているため、冬には氷点下も出す地域で、気候は夏暑く、冬寒い。
- 横浜中心部が雨でも、瀬谷区は雪になっていることがある。
- 横浜中心部が気温5℃の時、既に瀬谷区では2℃位になっていることも多く、明け方は氷点下になっていることもよくある。

### 河川
大和市との境に境川が流れている。
- 台風や大雨の場合、床下浸水などの被害がしばしば起きる。特に1991年（平成3年）の台風の時は鹿島橋を架け替えるほどであった。現在の環状4号線の開通する前には、跨線橋のある辺りで雨水幹線の工事をしていた。

他に大門川、相沢川、和泉川、阿久和川がある。和泉川と阿久和川は源流が区内にある。

### 自然環境
2004年度の区内の緑被率は35.9%で、横浜市平均の31.0%を上回っており、横浜市内ながら自然環境が豊かな街であり、東部の二ツ橋町や東野には瀬谷市民の森、南部の宮沢や阿久和には宮沢ふれあい樹林、東山ふれあい樹林など樹林が多く点在する。

## 歴史

### 旧石器時代
旧石器時代の遺跡が本郷・林の両遺跡で確認された。遺跡は以下の2か所である。
- 本郷遺跡-本郷二丁目尖頭器・石核など十数点出土。石碑がある。
- 林遺跡-下瀬谷、下瀬谷中学校が建設されるにあたって発掘調査が行われた。

### 縄文時代
区内では50箇所を超える縄文時代の遺跡が確認されている。主な遺跡は以下の通り。
- 阿久和の大久保原遺跡（大久保原縄文遺跡）は1977年（昭和52年）から翌年にかけて調査が行われた。縄文後期の建物跡7棟や、釣手土器、石斧、石皿などが出土している[1]。
- 阿久和南4丁目の蟹沢遺跡では、阿久和団地造成にあたって発掘作業が行われ、縄文中期の竪穴建物7棟や貯蔵穴が検出されている。
- 阿久和西2丁目の宮越遺跡（阿久和西のセブン-イレブン付近）では、竪穴建物跡257棟、土坑411基などが検出され、縄文中期の大規模な環状集落であることが判明した。
- 阿久和の小金が分譲される時（昭和40年代）にも発掘調査が行われ、茅山式土器が出土している。小金第一公園付近や長屋門東側にある鉄塔付近からも縄文時代早期・中期の遺跡が検出されている。
- 他にも五貫目町のマークスプリングスの敷地や二ツ橋の県立三ツ境養護学校敷地周辺からも竪穴建物跡などが検出されている。

### 弥生時代
区内の9箇所で遺跡が確認されている。

### 古墳時代
古墳時代の遺跡は区内で25箇所確認されている。
- 八幡上古墳跡 - 若宮八幡宮にあったとされる。円墳。直刀と勾玉が出土したと言う。
- 別太羅塚古墳（べったらつかこふん） - 上瀬谷通信隊の基地内にあったというが、基地が造られる際、米軍のブルドーザーで破壊されたと言う。
- 長天寺古墳跡 - 長天寺の北側には古墳跡があり、装飾品などの出土品（人骨3体、直刀、金環、琥珀玉）は東京国立博物館に収められている。
- その他 - 南台3丁目に石塚山古墳、また瀬谷中学校北側にもあったと言うが、詳細は不明。東野にも相沢川沿いに遺跡がある。

### 奈良・平安時代
1978年（昭和53年）、瀬谷西高校の建設工事で奈良時代と思われる横穴墓が検出され、人骨が出土した。同時に盗掘のあとも見つかっている。正門から校舎に向かう道路の下部付近である。

### 鎌倉時代
- 南北を縦断する鎌倉街道（かまくら道）の上道は、当時の主要な街道の一つであり、源頼朝、日蓮、新田義貞などが通った跡が残されている。
  - 源頼朝は、石橋山の戦いに敗れ安房に逃れた後、態勢を建て直し鎌倉攻めをする前夜に、相沢の諏訪社で宿泊・夜陣を張ったという言い伝えがある。
  - 日蓮は晩年、鎌倉を出発し中原街道を通り池上に向かう途中、妙光寺に立ち寄った。
  - 新田義貞は、世野ヶ原（現在の瀬谷）で、20万を越える勢力の陣揃えをして鎌倉攻めの準備をした。
- 阿久和は鶴岡八幡宮の荘園だったという記録が残されている。八幡宮の財政が一時期悪化されたときに地頭色部氏売却されたが、徳政令によって返還された。

### 室町・戦国時代

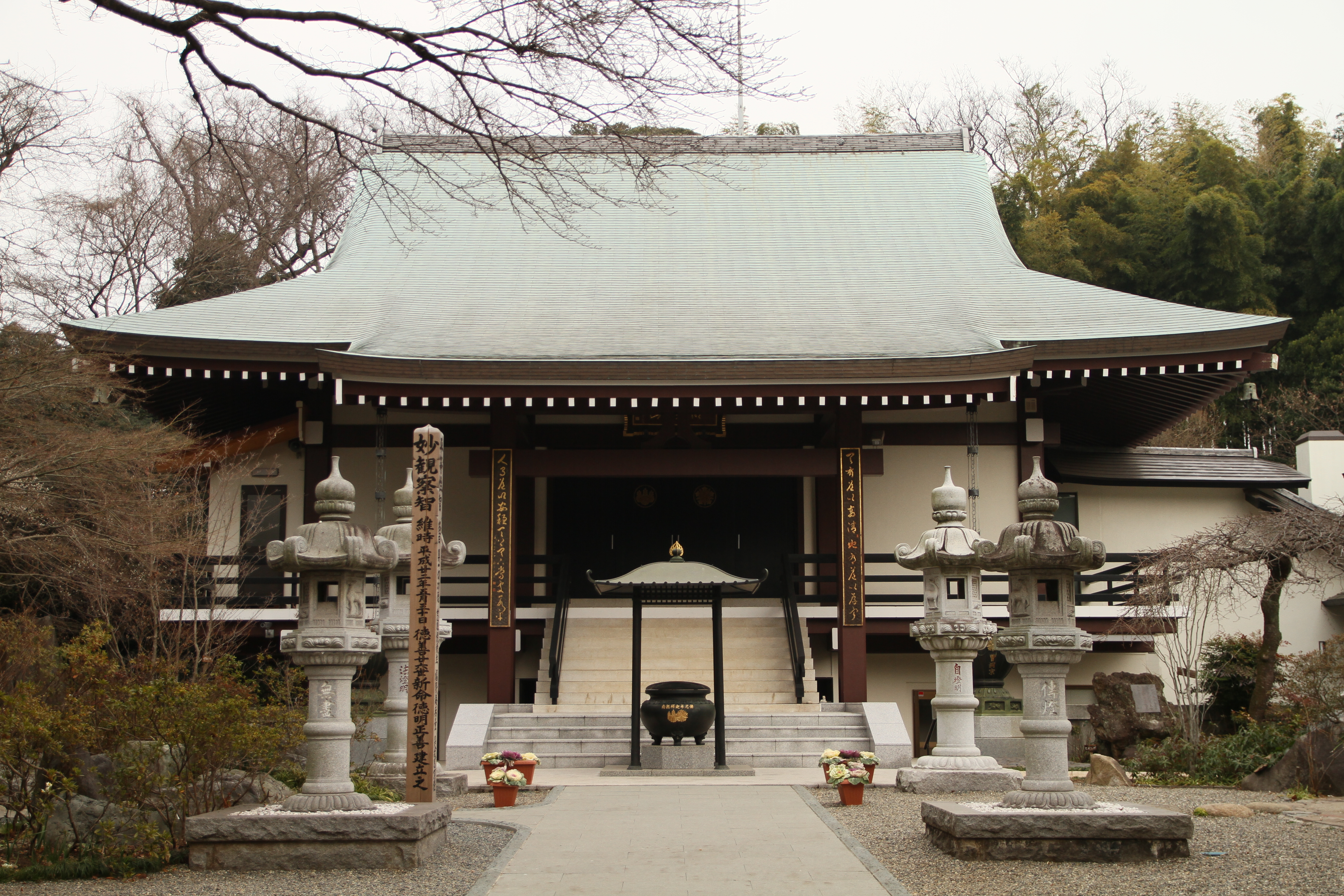
瀬谷八福神・徳善寺（1555年創建）

- 応永23年（1416年）に起きた上杉禅秀の乱では、上杉・足利持仲と江戸・豊島の両軍が世谷原の戦いで戦った。主な戦場は鎌倉台（楽老峰）・中丸山で、破れた上杉軍は、鎌倉道を敗走していった。
- 宝徳のころ（1450年ごろ）、上杉定正の家臣、山田経光（? - 文明2年(1470年)）が瀬谷・大和を治めていた（『新編相模国風土記稿』巻之六十四）。居住は瀬谷の中屋敷で大和の深見城を本拠にしていた。現在でも区内に中屋敷、馬場屋敷、牢場坂などの居館址に由来する地名が残されている。境川に架かる上瀬谷橋は、架け替えられる前は山田橋という名前であった。牢場坂では牢屋が置かれた場所とも馬事訓練が行われていたともいわれている。
- 享禄2年（1529年）上杉朝興と後北条氏との間で合戦が起き、後北条氏側が勝利した。この時北条氏康は初陣を上げている。この時も中丸山・基ヶ峰（細谷戸東方の丘陵）が主戦場になっている。
- 後北条氏の時代、瀬谷は御馬廻衆（旗本）の久米玄蕃之助、阿久和は小机衆増田駿河守満栄の知行であった。また「皇国地誌」によれば、瀬谷は、永禄年間は北条氏政の家臣で久米の小姓であった松波内蔵の采地であったことが記録されている。本郷に居を構えていた伝わっている。
  - 久米玄蕃の所領は、現在の埼玉県坂戸市森戸であったことが「小田原衆所領役帳」に残されており、他に相模国西郡別堀、そして瀬谷を合わせて101貫67文を領していた。
  - 増田駿河守満栄は現在の川崎市高津区の一部を含め141貫を領していた。阿久和の中村に屋敷があったと伝えられている。
- 相模風土記によると、後北条氏に対し瀬谷の村民は軍備調達への租税に税銭不納運動を起こしたことが記載されている。
- 甲斐武田氏が滅亡した時武田家ゆかりの者の一部が瀬谷に土着したと言われ、区内の善昌寺は支族岩崎丹後守が一族を弔うために開基したと伝えられている。ちなみに三菱の創始者岩崎弥太郎も岩崎家の流れを汲んでいるとされている。岩崎家はその後長田家支配の上瀬谷地域の名主となる。

### 江戸時代

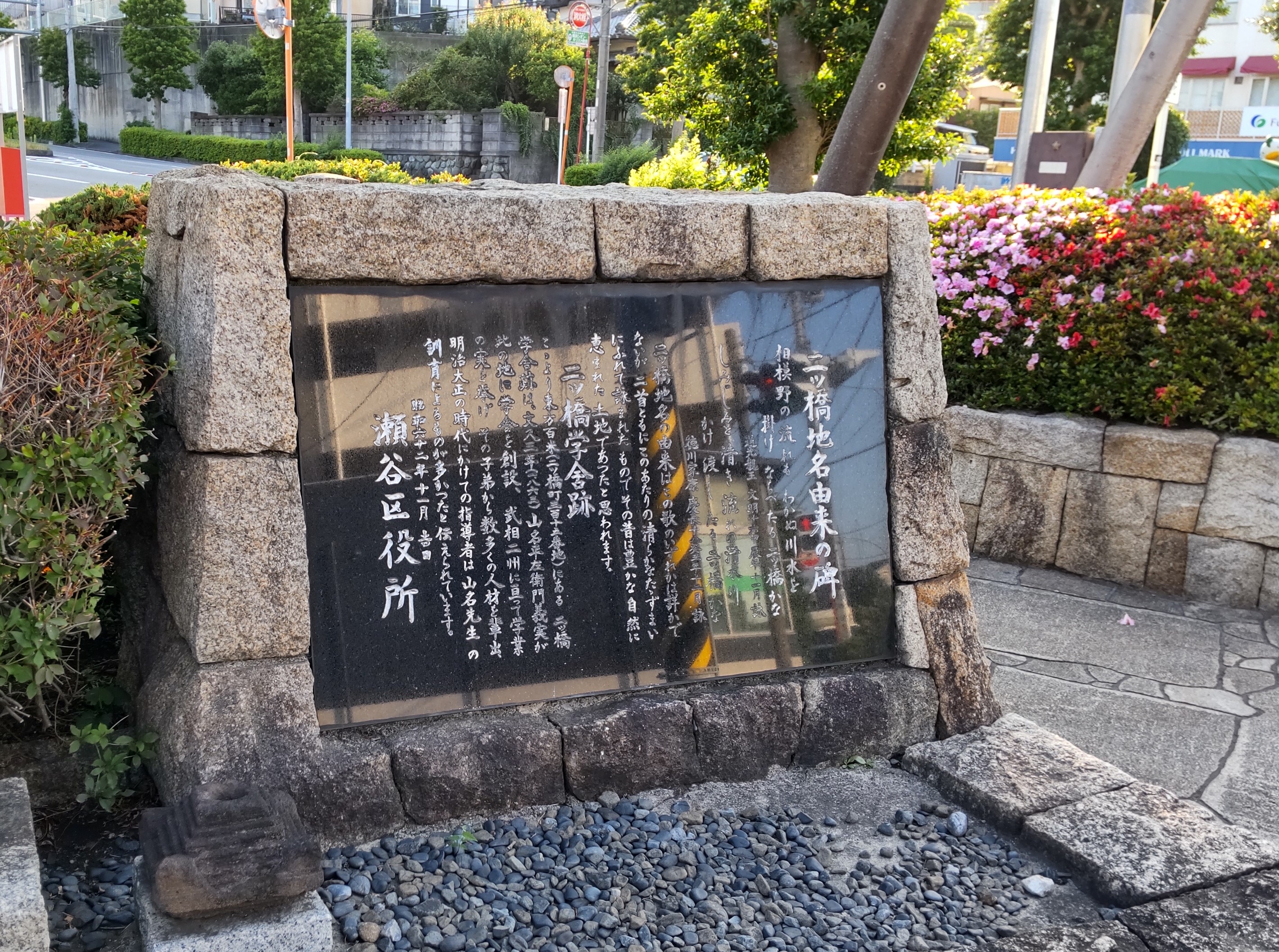
二ツ橋地名由来の碑

- 天正6年（1578年）中原街道沿いの瀬谷（現在の北新、宗川寺あたり）に問屋場が設けられる。天正18年（1590年）、石川弥治右ヱ門重久に経営が委嘱された。二ツ橋には、荷物などの受け渡しを行う継立場が設けられた。
- 徳川家康は東海道よりも中原街道を利用することが多く、「駿府記」によると天正18年（1590年）の江戸入府の際にも利用している。また遺言により、駿府から日光に分骨されるときにも利用された。
  - 二ツ橋で「しみじみと 清き流れの清水川 かけ渡したる 二ツ橋かな」と詠み、現在では二ツ橋に石碑が設置されている。
  - 三ツ境駅北部にある楽老峰という名前は、徳川家康が訪れた際に命名したと言われている（当時は美屋古山と呼ばれていた）。家康が駿河に行く途中ここで休憩をし、住民が差し出した茶湯を飲んだという。記念碑が楽老峰南公園にある。
  - 徳川家康が瀬谷を通過した際、瀬谷の絶景を「瀬谷八景」と命名した。二ツ橋の三叉路（現在の二ツ上橋交差点付近）、中丸山北条氏康古戦場、上瀬谷の城山（大和市の深見城と考えられる）、五〆目（現在の五貫目町）、竹谷戸（現在の竹村町）の鎌倉道、山田橋（現在の上瀬谷橋）、別太郎塚の狩場（上瀬谷通信隊の中にあり破壊されている）、伊賀守の中屋敷。
  - 宮沢村でも、家康が鷹狩りをしたという言い伝えがある。
- 瀬谷村に知行地を持つ旗本は後藤家、長田家、本多家。阿久和村は安藤家。宮沢村は石川家が治めていた。二ツ橋は天領であった。
  - 二ツ橋は、天正年間に瀬谷郷にあった芝地を露木甚左衛門らによって開墾され、藤沢宿の支配下に置かれた。二ツ橋の千駄野（現区役所周辺）からは藤沢宿にある藤沢御殿に萱を納めていた。しかし年貢は年々増加し村人たちが正しい検知を実施することを要求し、享保10年（1725年）検知が行われ、韮山代官所支配の幕府直轄領に移行され、日野家、大貫家を経て江川家が代官を務めた（二ツ橋に宿場があったのも一因）。正徳4年（1714年）、日野小左ヱ門正晴は屋敷を中原街道と相鉄線が交差するところに、代官陣所を現在の二ッ上橋の交差点の辺りに置いた。文政7年（1824年）にも、不作でも減免しない領主に対して、農民が代官に窮状を訴えている記録がある。江川英龍が二ツ橋に巡視に来た際には、露木源兵衛宅に宿泊したという記録がある。
  - 宮沢は、石川重政が徳川家康関東入国により天正20年（1592年）に賜った土地で、重政は、戸塚区上矢部に屋敷を置き、寒川町大蔵、海老名市望地、大和市下草柳に計687石を賜っている。寛永年間（1625年 - 1635年）に上矢部の3軒の住民が、宮沢の荒地を開墾して集落を作ったのが始まりとされている。
    - 石川家は有力旗本として、重政の子重次は普請奉行、以下代々、小姓組や御書院番などを務めた。

  - 中瀬谷は、後藤忠直が慶長5年（1600年）に知行地として与えられたもので300石あった。忠直は、島津氏の庶流長徳軒の孫で、長徳軒（島津運久の子で別名忠貞）は享禄年間薩摩を出奔後、北条氏綱に招かれ相模に居住した。忠直は、北条滅亡後、徳川家康に見いだされ、旗本となった。代々御書院番などを務める。2代後の久利の時、島津に改姓。天保15年（1844年）、江戸城で大火があり、瀬谷で植樹していた椰の木を伐採して中原街道で送り、江戸城復興に一役買ったと伝えられている。現在では南台に石碑ができ、近くに「梛の木石碑前」というバス停もある。久利から3代後の久武のとき後藤姓に戻る。宗川寺に墓地が残っている。
    - 幕末の資料「視聴草」によると、後藤忠正（島津）の長女である大橋局は、徳川秀忠夫人お江与の方に仕えていたが、秀忠の寵愛を一時期受けてしまい身ごもってしまったので、家康は後藤光次（庄三郎）の妾として下げ渡された。

  - 上瀬谷は平良兼の流れをくむ長田家領で、妙光寺に墓地が残されている。長田家は、家康・秀忠の鷹匠を務めていた。瀬谷駅近くに鷹見塚が残されている。長田家の先祖の一人長田左衛門尉親致は源義朝を討ち取っている。
  - 相沢は代官采配の村であったが、本多一族の康重の家系を組む旗本の本多紀品が采地として明和4年（1767年）に賜った。火付盗賊改に任命された時であった。紀品は『鬼平犯科帳』にも登場する。石高は2000石で、江戸屋敷は番町（現千代田区）にあった。御目付衆を務めた。
    - 相沢の名主は、永野家が務め代々藤兵衛を名乗っていた。地元には「頭巾かぶりの藤兵衛さん」という民話が残されている。

  - 阿久和は、徳川家康の関東入国にあたり、安藤治（次）右衛門に分配された。初代定次は伏見城の戦いで戦死、2代治（次）右衛門正次は阿久和の熊野神社から大坂の陣に出陣し、夏の陣で戦死した。3代安藤正珍（まさよし）は、鍵屋の辻の決闘の仇討で荒木又右衛門に殺害された河合又五郎を匿ったとされている。菩提寺は泉区にある阿久和山観音寺、お墓山に安藤家の墓地がある。詳しくは、阿久和安藤家を参照。
    - 名主は相原家が務め、北井家は御用商人であった。
- 瀬谷村、阿久和村、宮沢村は中原街道や東海道戸塚宿の助郷が割り当てられていた。
- 瀬谷村はお鷹場があったため、将軍お鷹狩りのお達しがあれば、農繁期でも鷹狩り人夫に努めなければならなかった。
- 区内には、川口、守屋、平本、芝本、露木、北井、相沢、相原、籾山などの姓が多い。江戸時代は、名主・組頭・百姓代などを務めていたためである。守屋家は、相州東郡38か村の惣名主を務めた。
- 幕末になるとこの地域でも剣術が流行り、阿久和では北井家や相原家、下瀬谷では守屋平助が天然理心流の道場を開いていた。
- 慶応3年（1867年）、京都守護職の任にあった会津藩主松平容保が京都からの帰還の際に、瀬谷村は人夫役として36人が割り当てられた。

### 明治・大正・昭和時代
明治期は養蚕が盛んで、区内には桑畑が多くあった。上瀬谷の野鳥館、中屋敷の石井製糸場。本郷の川口製糸場（後の本郷館）、北村の小沢製糸場。新道の守屋製糸場、下瀬谷の仙田製糸場などがあった。多くは昭和初期までに廃業している。区内最大の製糸工場は、1960年（昭和35年）ごろまで営業していた本郷館であった。阿久和には北井製糸（相州改良社）、大岡家の大剛館が長屋門公園前にあった。現在では製糸場跡地の看板が立っていて、当時は江戸阿久和とも呼ばれていた。阿久和の長屋門の前でも製糸工場が営まれ、長屋門で養蚕が行われていた。必要になる水は、現在長屋門公園になっている地下に横穴が掘られそこから水を引いていた。現在では鉄の柵で囲われている。
- 明治元年（1868年）瀬谷村・宮沢村・阿久和村は神奈川府に、二ツ橋村は韮山代官所の支配下にあったため韮山県に編入された。その後同年12月に神奈川県に編入した。
- 1873年（明治6年）「地租御改正反対運動」が起こり、1887年（明治20年）に東京上等裁判所で村民が勝訴する。運動を支えた川口儀右ヱ門と平本平右ヱ門を讚えた義民の碑が徳善寺に残っている。

このころ、瀬谷学舎、二つ橋学舎、若宮学舎、新道学舎、阿久和学舎（現在の小学校にあたる）ができたといわれている。
- 1889年（明治22年）4月1日 市町村制施行により瀬谷村、宮沢村、二ツ橋村から鎌倉郡瀬谷村が誕生する。初代村長に守屋平助、助役は露木要之助。が選出される。長天寺に役場が置かれる。
- 1907年（明治40年）5月、瀬谷銀行が中屋敷に設立された。資本金は50万円で小島政五郎が頭取となった。このころ区内で盛んになっていた養蚕業に、製糸業者の融資が瀬谷銀行を通して行われた。支店は厚木・町田・橋本・中山・浅間町にあった。昭和10年鎌倉銀行に債権債務の譲渡を行い、銀行としての業務を終了した。
- 1912年（大正元年） 国鉄程ヶ谷駅から旭区を通り、今井・又口・三ツ境を経由し二ツ橋を終点とする駅馬車が開通した。片道60銭。しかし資金が成り立たないため、廃止になったと言う。
- 1916年（大正5年） 瀬谷村役場が長天寺客殿より二ツ橋の新庁舎に移転した。
- 1921年（大正10年） 楽老峰で武相地方陸軍特別大演習が行われた。
- 1923年（大正12年） 関東大震災により瀬谷村で死者1名、行方不明1名、全壊戸数53戸が被害を受ける。
- 1926年（大正15年/昭和元年） 神中鉄道が二俣川 - 厚木間で営業開始。三ツ境駅、二ツ橋駅、瀬谷駅に停車場を設置。初代社長は小島政五郎が務めた。
- 1939年（昭和14年）4月1日 第6次横浜市拡張計画により瀬谷村と中川村が横浜市に編入、戸塚区の一部となる。

戦時中は区内のいくつかの土地が軍に強制収容され、軍用地になった。上瀬谷（横須賀海軍資材集結所・第二海軍航空廠補給工場・横須賀海軍軍需部火薬庫）、本郷（海軍施設部家屋）、南台（兵器工場＝大日本兵器（現コマツNTC）第五製作所、航空鉄砲弾を主として製造）などである。東京府立第七中学校などから学徒が動員されたという記録がある。瀬谷は疎開先にもなり、横浜中心部から学童が疎開をし、1944年（昭和19年）、1945年（昭和20年）には一時的に人口が増えた。戦後、上瀬谷はそのまま米軍に接収され（上瀬谷通信施設）、南台は米軍の通信基地にされようとしていたが住民の反対運動で回避、土地は相鉄、三菱を介し横浜市に売却され市営のアパートになった。また本郷には川口航空機、瀬谷6丁目付近には皆川酸素工場など、区内各地に軍需工場があった。
- 1945年（昭和20年）1月 瀬谷駅構内に小型機の爆弾が投下される。貨車一両が延焼。

4月3日午後10時ごろ 米軍の重爆撃機一機が本郷原の上空に飛来、爆弾28個を投下。その他、焼夷爆弾による家屋の焼失が相沢、二ツ橋、橋戸でもあり、中でも中村ではほとんどが灰と化したと伝わっている。
- 1957年（昭和32年）10月20日 厚木基地（綾瀬市、大和市）を発着したB-57爆撃機が瀬谷町7830付近の山林に墜落し1名が死亡、1961年（昭和36年）11月27日にも本郷1丁目54付近にF8Uジェット機が墜落した事故が起きている。
- 1962年（昭和37年）5月 阿久和町の一部が三ツ境になる。
- 1969年（昭和44年）10月1日 戸塚区から旧瀬谷村全域と阿久和町（旧阿久和村北部）が分立し、瀬谷区が誕生する。
- 1980年（昭和55年） 瀬谷町・旭区上川井町・緑区長津田町の一部より卸本町が新設され、現在の区域となる。
- 1986年（昭和61年）10月 三ツ境駅新駅舎竣工。

### 平成・令和時代
- 2000年（平成12年）12月11日 環状4号線瀬谷四丁目交差点から日向山地域まで開通。
- 2002年（平成14年）1月 区内北新の中原街道で三菱自動車製トラックのハブ破損によるタイヤ離脱で母子死傷事故発生。（三菱リコール隠し）
- 2004年（平成16年）3月28日 瀬谷駅新駅舎竣工。
- 2012年（平成24年）2月 新庁舎竣工。
- 2015年（平成27年）6月 在日米軍基地上瀬谷通信施設返還。
- 2022年（令和4年）瀬谷駅南口第1地区再開発事業完成。ライブゲート瀬谷内に「瀬谷区民文化センター あじさいプラザ」開設。

### 地名の由来
| 順位 | 区名     | 応募数 |
| ---- | -------- | ------ |
| 1位  | 西浜区   | 138    |
| 2位  | 瀬谷区   | 123    |
| 3位  | 相模区   | 35     |
| 4位  | 富士見区 | 22     |
| 5位  | 港西区   | 16     |
| 6位  | 昭和区   | 11     |
| 7位  | 緑区     | 8      |
| 8位  | 境区     | 7      |
| 9位  | 浜西区   | 7      |
| 10位 | 北戸塚区 | 6      |

1969年10月1日の旧戸塚区域との分区の際は、公募による候補区名では「西浜区」（にしはまく・西部の横浜から）が「瀬谷」と並んで多かったが、古くからの地域名である瀬谷を採った。
「せや」の地名は、一説に狭谷（せや）で、「狭い川瀬の小谷がある土地」に由来すると言われている。

## 人口
- 1970年　 76,492
- 1975年　 95,291
- 1980年　101,124
- 1985年　111,275
- 1990年　119,575
- 1995年　121,489
- 2000年　121,711
- 2005年　127,405
- 2010年　126,913
- 2015年　124,560

## 町名
瀬谷区内では、住居表示に関する法律に基づく住居表示は実施されておらず、すべて町名と地番を整理する方法（町名地番整理）により、住所整理が実施されている（ただし、卸本町においては、旧町の地番が引き続き使用されている）。町区域設定前の町名等欄で下線がある町名はその全部、それ以外はその一部である。
| 町名           | 町名の読み       | 町区域設定年月日 | 住居表示実施年月日 | 町区域設定前の町名など                                                               | 住居表示実施前の町名など |
| -------------- | ---------------- | ---------------- | ------------------ | ------------------------------------------------------------------------------------ | ------------------------ |
| 瀬谷町         | せやちょう       | 1939年4月1日     | 未実施             |                                                                                      |                          |
| 瀬谷一丁目     | せや             | 1984年11月5日    | 未実施             | 瀬谷町                                                                               |                          |
| 瀬谷二丁目     | せや             | 1984年11月5日    | 未実施             | 瀬谷町                                                                               |                          |
| 瀬谷三丁目     | せや             | 1984年11月5日    | 未実施             | 瀬谷町                                                                               |                          |
| 瀬谷四丁目     | せや             | 1984年8月6日     | 未実施             | 瀬谷町                                                                               |                          |
| 瀬谷五丁目     | せや             | 1984年8月6日     | 未実施             | 瀬谷町                                                                               |                          |
| 瀬谷六丁目     | せや             | 1984年8月6日     | 未実施             | 瀬谷町                                                                               |                          |
| 宮沢一丁目     | みやざわ         | 1999年8月2日     | 未実施             | 宮沢町                                                                               |                          |
| 宮沢二丁目     | みやざわ         | 1999年8月2日     | 未実施             | 宮沢町                                                                               |                          |
| 宮沢三丁目     | みやざわ         | 2000年8月7日     | 未実施             | 宮沢町                                                                               |                          |
| 宮沢四丁目     | みやざわ         | 2000年8月7日     | 未実施             | 宮沢町                                                                               |                          |
| 二ツ橋町       | ふたつばしちょう | 1939年4月1日     | 未実施             |                                                                                      |                          |
| 三ツ境         | みつきょう       | 1962年5月1日     | 未実施             | 阿久和町字大原・字運上野・字鎌取・字東原                                             |                          |
| 北町           | きたまち         | 1974年8月12日    | 未実施             | 瀬谷町                                                                               |                          |
| 五貫目町       | ごかんめちょう   | 1974年8月12日    | 未実施             | 瀬谷町                                                                               |                          |
| 目黒町         | めぐろちょう     | 1974年8月12日    | 未実施             | 瀬谷町                                                                               |                          |
| 上瀬谷町       | かみせやちょう   | 1977年3月28日    | 未実施             | 瀬谷町                                                                               |                          |
| 竹村町         | たけむらちょう   | 1977年3月28日    | 未実施             | 瀬谷町                                                                               |                          |
| 中屋敷一丁目   | なかやしき       | 1977年3月28日    | 未実施             | 瀬谷町                                                                               |                          |
| 中屋敷二丁目   | なかやしき       | 1977年3月28日    | 未実施             | 瀬谷町                                                                               |                          |
| 中屋敷三丁目   | なかやしき       | 1986年11月6日    | 未実施             | 瀬谷町                                                                               |                          |
| 本郷一丁目     | ほんごう         | 1978年7月17日    | 未実施             | 瀬谷町                                                                               |                          |
| 本郷二丁目     | ほんごう         | 1978年7月17日    | 未実施             | 瀬谷町                                                                               |                          |
| 本郷三丁目     | ほんごう         | 1978年7月17日    | 未実施             | 瀬谷町                                                                               |                          |
| 本郷四丁目     | ほんごう         | 1986年11月6日    | 未実施             | 瀬谷町                                                                               |                          |
| 東野           | あずまの         | 1978年12月20日   | 未実施             | 瀬谷町字田向・字東野・字廣町・字横谷戸、二ツ橋町字広町                               |                          |
| 南瀬谷一丁目   | みなみせや       | 1979年8月20日    | 未実施             | 瀬谷町                                                                               |                          |
| 南瀬谷二丁目   | みなみせや       | 1979年8月20日    | 未実施             | 瀬谷町                                                                               |                          |
| 卸本町         | おろしほんちょう | 1980年3月31日    | 未実施             | 瀬谷町字上長谷・字上長谷向・字土橋・字長谷向、旭区上川井町字堀谷、緑区長津田町字滝沢 |                          |
| 南台一丁目     | みなみだい       | 1981年4月13日    | 未実施             | 瀬谷町、宮沢町                                                                       |                          |
| 南台二丁目     | みなみだい       | 1981年4月13日    | 未実施             | 瀬谷町、宮沢町                                                                       |                          |
| 下瀬谷一丁目   | しもせや         | 1981年11月9日    | 未実施             | 瀬谷町                                                                               |                          |
| 下瀬谷二丁目   | しもせや         | 1981年11月9日    | 未実施             | 瀬谷町                                                                               |                          |
| 下瀬谷三丁目   | しもせや         | 1981年11月9日    | 未実施             | 瀬谷町                                                                               |                          |
| 橋戸一丁目     | はしど           | 1982年10月25日   | 未実施             | 瀬谷町                                                                               |                          |
| 橋戸二丁目     | はしど           | 1982年10月25日   | 未実施             | 瀬谷町                                                                               |                          |
| 橋戸三丁目     | はしど           | 1982年10月25日   | 未実施             | 瀬谷町                                                                               |                          |
| 北新           | きたしん         | 1982年10月25日   | 未実施             | 瀬谷町                                                                               |                          |
| 相沢一丁目     | あいざわ         | 1985年11月5日    | 未実施             | 瀬谷町                                                                               |                          |
| 相沢二丁目     | あいざわ         | 1985年11月5日    | 未実施             | 瀬谷町                                                                               |                          |
| 相沢三丁目     | あいざわ         | 1985年11月5日    | 未実施             | 瀬谷町                                                                               |                          |
| 相沢四丁目     | あいざわ         | 1985年11月5日    | 未実施             | 瀬谷町                                                                               |                          |
| 相沢五丁目     | あいざわ         | 1986年11月6日    | 未実施             | 瀬谷町                                                                               |                          |
| 相沢六丁目     | あいざわ         | 1986年11月6日    | 未実施             | 瀬谷町                                                                               |                          |
| 相沢七丁目     | あいざわ         | 1986年11月6日    | 未実施             | 瀬谷町                                                                               |                          |
| 中央           | ちゅうおう       | 1985年11月5日    | 未実施             | 瀬谷町                                                                               |                          |
| 東野台         | あずまのだい     | 1987年10月26日   | 未実施             | 瀬谷町字東野・字横谷戸、二ツ橋町字広町                                               |                          |
| 阿久和東一丁目 | あくわひがし     | 1993年8月9日     | 未実施             | 阿久和町                                                                             |                          |
| 阿久和東二丁目 | あくわひがし     | 1993年8月9日     | 未実施             | 阿久和町                                                                             |                          |
| 阿久和東三丁目 | あくわひがし     | 1994年8月8日     | 未実施             | 阿久和町                                                                             |                          |
| 阿久和東四丁目 | あくわひがし     | 1994年8月8日     | 未実施             | 阿久和町                                                                             |                          |
| 阿久和西一丁目 | あくわにし       | 1995年8月7日     | 未実施             | 阿久和町                                                                             |                          |
| 阿久和西二丁目 | あくわにし       | 1995年8月7日     | 未実施             | 阿久和町                                                                             |                          |
| 阿久和西三丁目 | あくわにし       | 1996年8月5日     | 未実施             | 阿久和町                                                                             |                          |
| 阿久和西四丁目 | あくわにし       | 1996年8月5日     | 未実施             | 阿久和町                                                                             |                          |
| 阿久和南一丁目 | あくわみなみ     | 1997年8月4日     | 未実施             | 阿久和町                                                                             |                          |
| 阿久和南二丁目 | あくわみなみ     | 1997年8月4日     | 未実施             | 阿久和町                                                                             |                          |
| 阿久和南三丁目 | あくわみなみ     | 1998年8月3日     | 未実施             | 阿久和町                                                                             |                          |
| 阿久和南四丁目 | あくわみなみ     | 1998年8月3日     | 未実施             | 阿久和町                                                                             |                          |

1. 1 2 3 4 5 6 7 8 9 10 11 12 13 14 15 16 17 18 19 20 21 22 23 24 25 26 27 28 29 30 31 32 33 34 35 36 37 38 39 40 41 42 43 44 45 46 47 48 49 50 51 52 53 54 55 56  町名地番整理実施区域。

## 行政

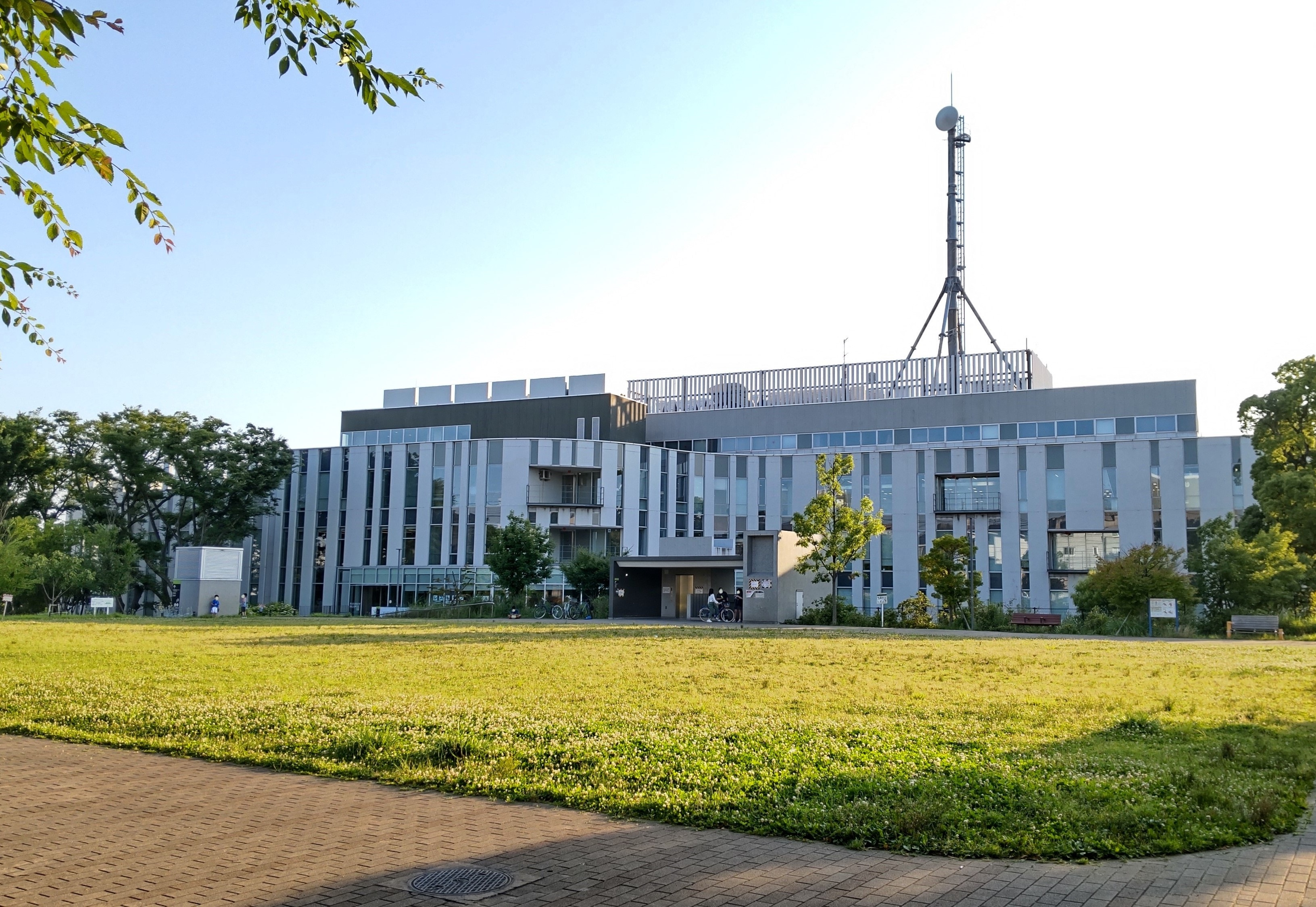
瀬谷区総合庁舎（2024年）

- 区 長　：植木 八千代（2021年4月 - ）
- 区庁舎：2012年1月に新庁舎が竣工し、2月より供用されている。二ツ橋公園跡地に区役所及び消防署が移転され、隣接する公会堂は建て直された（2010年11月〜供用）。
- 瀬谷駅区民窓口サービスセンター - 瀬谷駅にあり、区役所に行かなくてもサービスを受けることができた。住民票の写し、印鑑登録証明書、戸籍謄本・抄本（瀬谷区以外でも横浜市内のいずれかの区に本籍がある人ならば請求できる）、戸籍の附票の写し（市内に本籍のある人）、住民票記載事項証明書など。平成29年3月31日をもって閉所している。

### 横浜市における瀬谷区の位置づけ
高秀秀信市長の時代に策定された「ゆめはま2010プラン」において、瀬谷駅周辺地区は地域拠点に位置づけられ、瀬谷駅周辺の南北一体となった発展が望まれている。現状は北地区の再開発が完了したが、南地区の再開発が遅延している。また、当時は瀬谷区を横浜市の西の玄関とするという計画であった。

### 警察・消防
警察
- 瀬谷警察署[3]

消防
- 瀬谷消防署（瀬谷区総合庁舎内）
  - 中瀬谷出張所
  - 下瀬谷出張所
  - 阿久和出張所
- 瀬谷消防団[4]

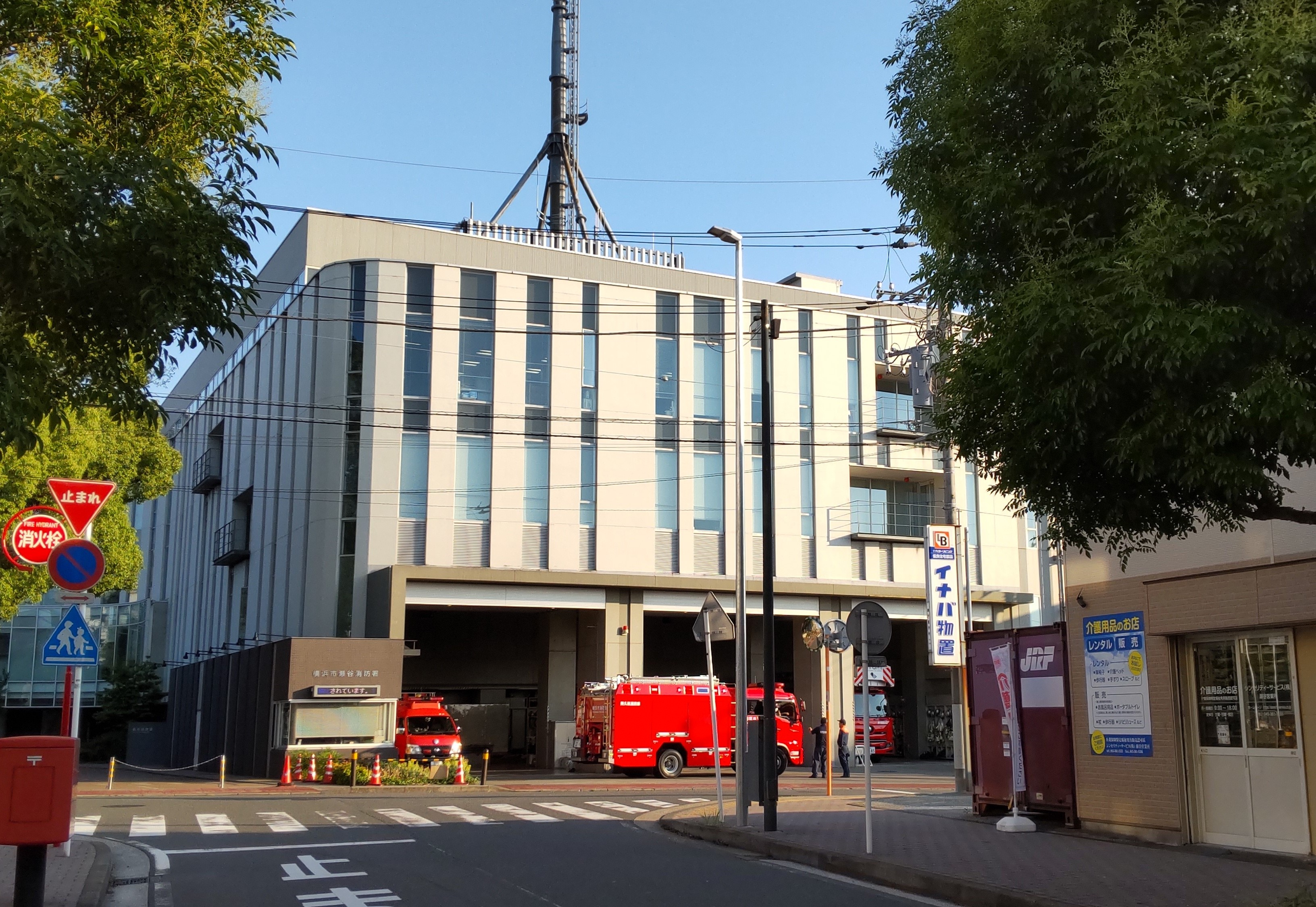
瀬谷消防署（2024年）

  - 瀬谷消防団は、区内を四つの分団、14の班に分けて活動している、団員は287名、常時団員の募集をしている。（2024年5月1日現在）

## 経済

### 商業施設

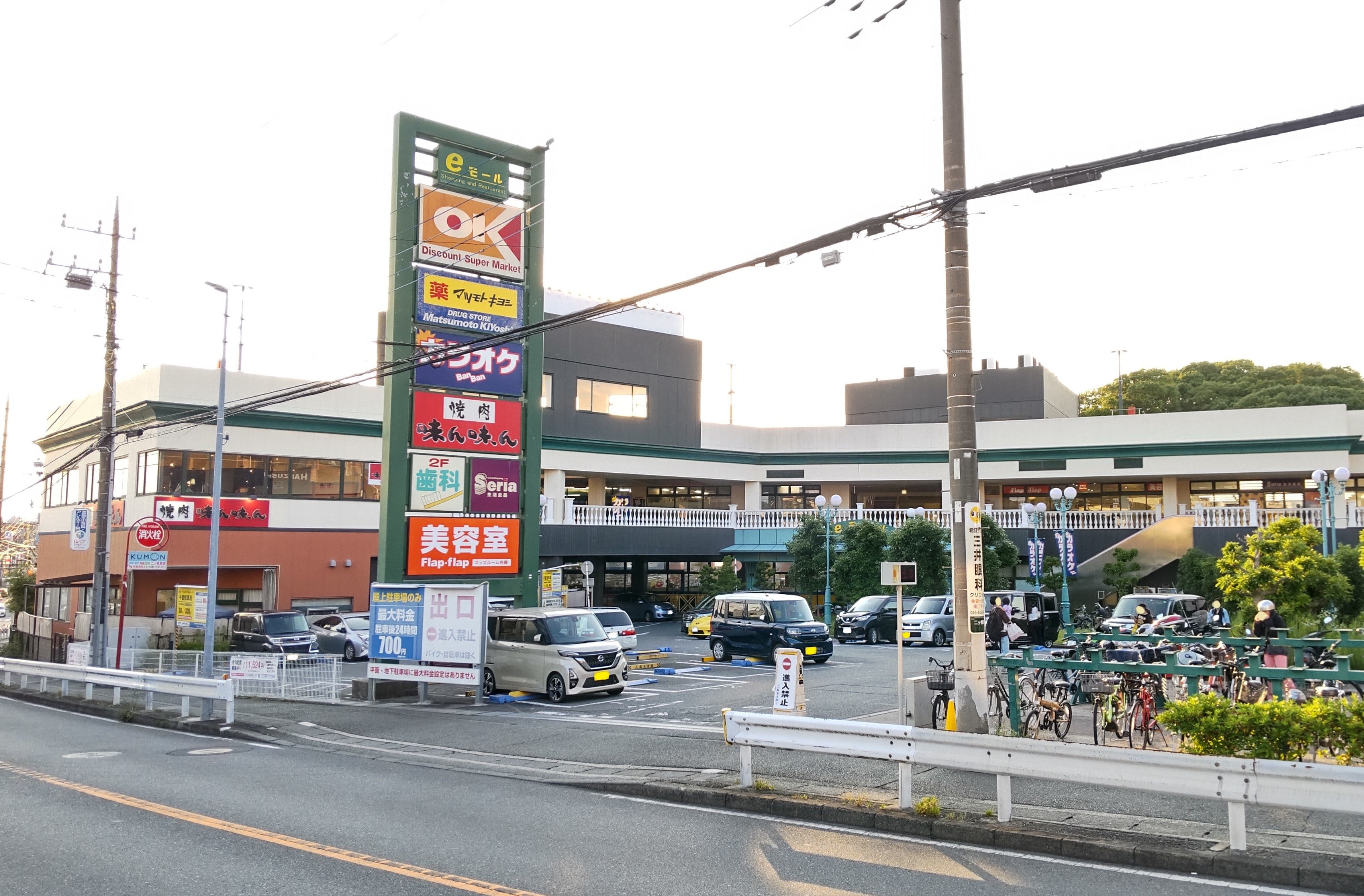
eモール（二ツ橋）

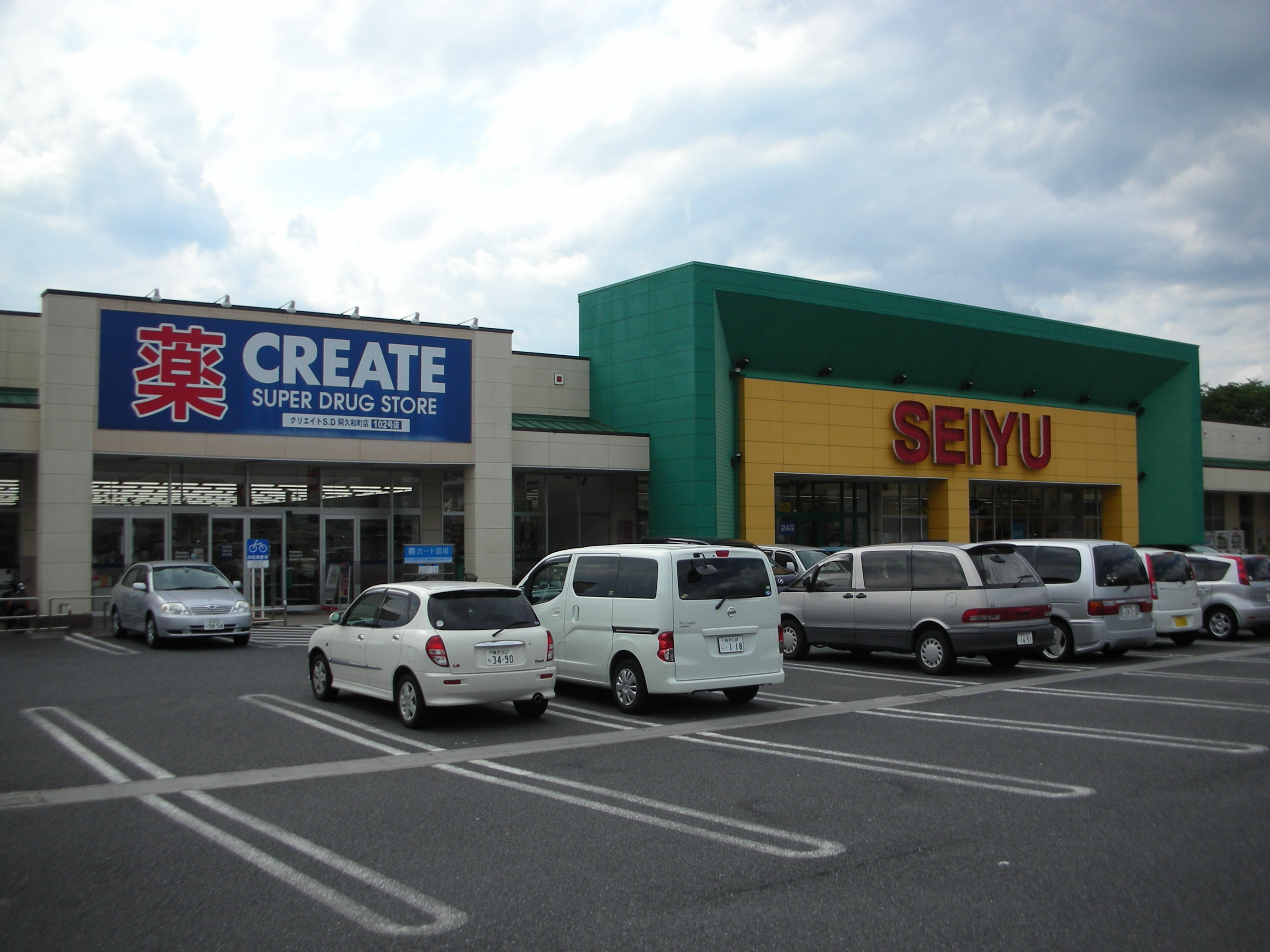
西友阿久和店

商業施設は駅周辺とロードサイド店舗などと多岐に渡る。
- 三ツ境駅周辺
  - 相鉄ローゼン（旧：相高ストア第一号店）の入る三ツ境ライフ、1963年（昭和38年）11月開店。
  - イオンスタイル（旧：ダイエー、合併以前は忠実屋）
- 瀬谷駅周辺
  - 北口 : マルエツ、イトーヨーカドー、スマイルストリート瀬谷
  - 南口 : ライブゲート瀬谷（イオンスタイル瀬谷店ほか）
- 区内東部
  - eモール（オーケー二ツ橋店、マツモトキヨシほか）
  - オーケー（阿久和店）
  - 西友（阿久和店、2000年12月12日開店[5]）
  - クリエイトエス・ディー（西友内、阿久和）
- 区内西部
  - ロピア、Fuji（環状4号沿い）
  - クリエイトエス・ディー（瀬谷駅南口、下瀬谷、南台）

### 金融機関

#### 営業中の金融機関
- 三ツ境駅周辺
  - みずほ銀行、三井住友銀行、りそな銀行、横浜銀行、横浜信用金庫
- 瀬谷駅周辺
  - 横浜銀行、きらぼし銀行、神奈川銀行、横浜信用金庫、城南信用金庫

#### 瀬谷銀行
1907年（明治40年）、瀬谷に設立。1935年（昭和10年）、鎌倉銀行に営業譲渡。鎌倉銀行は1941年に横浜興信銀行（現：横浜銀行）に営業譲渡。2012年現在、横浜銀行中山支店が瀬谷銀行から継承して営業している店舗である。。

### 郵便局
- 瀬谷郵便局 ゆうちょ銀行瀬谷店
- 三ツ境駅北口郵便局
- 横浜阿久和郵便局
- 横浜卸本町簡易郵便局
- 横浜瀬谷北郵便局
- 横浜瀬谷西郵便局
- 横浜瀬谷南郵便局
- 横浜日向山郵便局
- 横浜細谷戸郵便局
- 横浜本郷原郵便局
- 横浜三ツ境郵便局
- 横浜南瀬谷一郵便局

### 工業団地
かつて区北部には国鉄所有の土地があり、その跡地を中心にして工業団地が造成された。東名高速横浜町田インターチェンジや国道16号、国道246号に近いことから、横浜総合卸センター（卸本町）や横浜インナーパーク（北町）などの工場団地が集中している。生活協同組合連合会やCOOP、富士シティオ、花王、セコムの物流センター、イトーヨーカドーの物流拠点、読売新聞・日本経済新聞・東京新聞の印刷工場、佐川急便、日本通運、ヤマト運輸などの流通拠点がある。またセコム、清水建設、太平洋セメントグループのテイヒュー（旧帝国ヒューム管）横浜本社・工場、オリックス、などが工場や事務所を置いている。

### 農業
区内には開発されていない土地もあり農業も盛んである。上瀬谷の農業専用地区は、横浜市内にある農業専用地区の中でも一番広く、920,000 m2ある。
北部を中心にウド栽培が行われ、その産地は海軍道路周辺に集中する。これは、既に撤廃されている上瀬谷通信隊の周辺における建築物の高さ制限、同地に旧帝国海軍による弾薬庫の遺構が多数残されていたことなどの理由によって、農作物として半地下で栽培できるウドが選ばれたためである。
下瀬谷地区では、露地野菜やハウス栽培が中心。阿久和・南瀬谷地区を中心に芝の栽培が盛んである。阿久和・宮沢地区では、酪農、肉牛、養鶏の農家がある。また各地に直売所がある。

### 瀬谷区に工場を有する主な企業
- 日本アビオニクス（旧社名：日本アビオトロニクス） - 東証2部(6946) NECグループ。本郷に横浜製作所があり
登記上の本店である。
- セコム - 目黒町にFSセンターを有する。
- 読売プリントメディア - 卸本町に横浜工場がある。
- 日経首都圏印刷 - 目黒町に横浜工場がある。

## 機関・施設

### 主な病院
- 三ツ境病院（三ツ境） 内科、循環器科、消化器科、整形外科、リハビリテーション科、皮膚科、耳鼻咽喉科
- 横浜桐峰会病院（瀬谷） 内科、外科、胃腸科、整形外科、脳神経外科、皮膚科、肛門科、リハビリテーション科、放射線科、麻酔科
- 堀病院（二ツ橋町） 産科、小児科、婦人科
- 横浜甦生病院（瀬谷） 内科、小児科、外科、耳鼻咽喉科、消化器科、循環器科、整形外科
- 横浜相原病院（阿久和南） 精神科、内科、神経科、心療内科
- 瀬谷区休日急患診療所（橋戸） 内科・小児科

### 文化施設
公会堂
- 瀬谷公会堂（二ツ橋町）

図書館
- 瀬谷図書館（本郷） - 蔵書約10万冊。

地区センター
- 瀬谷地区センター（瀬谷）
- 阿久和地区センター（阿久和南）
- 中屋敷地区センター（中屋敷）

文化センター
- 瀬谷区民文化センター あじさいプラザ （ライブゲート瀬谷内）

コミュニティ・スクール
- 下瀬谷小学校
- 南瀬谷小学校
- 東野中学校
- 原中学校

### 博物館・美術館・資料館
- 横浜旧軍無線通信資料館（南台） - 見学は事前予約が必要。
- 瀬谷郷土資料館 - 以前は瀬谷小学校内にあったが、現在は存在しない。展示品などは三ツ境の長屋門公園に移設された。

### 文化財
竹村町の妙光寺梵鐘（ぼんしょう）は鎌倉時代の作と言われ県の重要文化財に指定されている。

### スポーツ施設
野球場
- 瀬谷本郷公園（本郷） - 両翼97m、センター120m。内野土、外野天然芝、照明施設あり。
- 上瀬谷球場（上瀬谷）

サッカー・フットサル
- MASONsportspark　横浜瀬谷（中屋敷） - 瀬谷西高校の近く。フットサルができる。有料。
- 瀬谷本郷公園（本郷） - 2005年（平成17年）度にサッカーのできる球技場が整備される予定である。

プール・水泳
- 宮沢町第二公園プール（宮沢） - 夏季営業。25mプールと幼児プール。

乗馬
- アシェンダ乗馬学校（阿久和西） - 所属選手の北井裕子が北京オリンピック馬場馬術団体に出場することになった。

体育館
- 瀬谷スポーツセンター（南台）
- 瀬谷地区センター（瀬谷）
- 阿久和地区センター（阿久和南）
- 中屋敷地区センター（中屋敷）

テニス
- 瀬谷本郷公園テニスコート（本郷）
- 瀬谷グリーンテニスクラブ（橋戸） - ビジターの利用可。

ゴルフ
- 一里山ゴルフセンター （瀬谷）

スポーツクラブ
- コナミスポーツクラブ（三ツ境・2007年3月オープン。三ツ境パーフェクトボールが2005年に閉鎖された跡地）

サイクリング
- 藤沢大和自転車道 - 境川を挟んで大和市側になるが藤沢市江ノ島まで続くサイクリングロードがある。途中途切れる箇所もあるので注意が必要。神奈川県道451号藤沢大和自転車道線。

その他
- 区内多くの小中高校の体育館や校庭が休日・夜間に一般開放されている。
- 夏休みに限り、一部の小中学校のプールが一般開放されている。
- 剣道や柔道も盛んであり、区内の中学校の部活動における剣道は、全国大会に出場した経験もある。

## 地域

### 健康
- 平均年齢 43.54歳（2010年1月1日） ※横浜市平均は43.12歳
- 15歳未満の年少人口 14.6%（2010年）
- 65歳以上の老年人口 22.0%（2010年）

### 住宅地
建築協定のある住宅地
- 瀬谷向陽台住宅地
- 横浜インナーパーク

団地
- URアーバンドエル瀬谷
- 市営住宅 上瀬谷
- 市営住宅 橋戸ハイツ
- 市営住宅 橋戸原ハイツ
- 市営住宅 南台ハイツ
- 市営住宅 楽老ハイツ
- 市営住宅 三ツ境ハイツ（山本理顕設計工房）
- 市営住宅 三ツ境南
- 市営住宅 瀬谷南
- 市営住宅 阿久和向原
- 県営細谷戸団地
- 県営瀬谷団地（瀬谷町5812外）
- 県営相沢原団地（瀬谷二丁目）
- 県営橋戸原団地（橋戸二丁目）
- 県営阿久和団地（阿久和南四丁目）
- 県営ハイム宮の腰（阿久和東四丁目）
- 県営ヒルズ本郷原（本郷二丁目）

### 防災拠点
地域防災拠点は、学区の小中学校が割り当てられている。広域避難場所は、ほぼ相鉄線を境に北部は米軍上瀬谷通信施設一帯、南部は下瀬谷入口一帯耕地が指定されている。また水害に対する備として、区では境川のハザードマップ作りを進めている。

## 教育

### 高等学校
公立
- 神奈川県立横浜瀬谷高等学校（神奈川県立瀬谷高等学校・神奈川県立瀬谷西高等学校が2023年(令和5年)に4月に統合）

### 中高併設校
私立
- 横浜隼人中学校・高等学校

### 中学校
- 横浜市立東野中学校
- 横浜市立下瀬谷中学校
- 横浜市立瀬谷中学校
- 横浜市立原中学校
- 横浜市立南瀬谷中学校

### 小学校
小学校を卒業した生徒の公立中学校進学率は、90.8%（2004年度）で横浜市内で一番高い。
- 横浜市立相沢小学校
- 横浜市立阿久和小学校
- 横浜市立上瀬谷小学校
- 横浜市立瀬谷小学校
- 横浜市立瀬谷さくら小学校
- 横浜市立瀬谷第二小学校
- 横浜市立大門小学校
- 横浜市立原小学校
- 横浜市立二つ橋小学校
- 横浜市立三ツ境小学校
- 横浜市立南瀬谷小学校

### 特別支援学校
- 横浜市立二つ橋高等特別支援学校
- 神奈川県立瀬谷支援学校
- 神奈川県立三ツ境支援学校
- 神奈川県立横浜ひなたやま支援学校

## 交通

### 鉄道
相模鉄道（相鉄）
 相鉄本線
- - 三ツ境駅 - 瀬谷駅 -

- 区東部の阿久和、宮沢は、相鉄いずみ野線いずみ野駅が最寄りになる地域もある。
- 区南西部に位置する下瀬谷、北新、南瀬谷は小田急江ノ島線桜ヶ丘駅が最寄りの地域もある。
- 区の北に位置する上瀬谷、北町、目黒町、五貫目町は、東急田園都市線南町田グランベリーパーク駅が最寄りになる。

### 路線バス
- 神奈川中央交通
- 相鉄バス

#### 廃止された路線バス
- 横浜市営バス 116系統、5系統（卸センター循環）
- 相鉄バス
  - 瀬谷駅〜下瀬谷
  - 東原〜三ツ境駅〜運上野
  - 下瀬谷〜瀬谷駅〜細谷戸第三
  - 二俣川〜本厚木間の路線（瀬谷・三ツ境を経由）1996年5月6日廃止
- 神奈中バス
  - 原町田〜瀬谷駅
  - 戸塚駅東口〜瀬谷駅

### 道路
区内における都市計画道路の進捗率は30%台で市の中でも一番低い。市では環状4号線の開通を手始めに、神奈川県道40号横浜厚木線（厚木街道）、神奈川県道401号瀬谷柏尾線、中原街道（神奈川県道45号丸子中山茅ヶ崎線）の大和市側、旧国道16号などの整理事業を 計画・推進 している。
区内最初の交通信号 - 海軍道路と旧国道16号の交差点。
- 高速道路
  - 東名高速道路（北部を通過）当区への最寄りのインターは緑区にある横浜町田ICまたは綾瀬市にある綾瀬SIC
- 一般国道
  - 国道16号（八王子街道、大和バイパス）
  - 国道246号
- 県道
  - 神奈川県道40号横浜厚木線（厚木街道）
  - 神奈川県道45号丸子中山茅ヶ崎線（中原街道）
  - 神奈川県道56号目黒町町田線（旧国道16号）
  - 神奈川県道401号瀬谷柏尾線
  - 神奈川県道402号阿久和鎌倉線
- 市道（都市計画道路）
  - 環状4号線
  - 市道鴨居上飯田線
- 市道（その他）
  - 市道東希望が丘第224号線
横浜厚木線〜旭グリーンハイム間：延長380m、2008年（平成20年）度 - 2009年（平成21年）度工事実施予定
旭グリーンハイム〜三ツ境住宅間：延長260m、整備済み
三ツ境住宅〜せや活動ホーム太陽間：延長120m、2008年（平成20年）3月31日完成
  - 野境道路（戸塚道）
三ツ境の厚木街道から国道16号までの道のり。
三ツ境駅付近より聖マリアンナ医科大学横浜市西部病院付近までは旭区との区境にあたり、かつては相模・武蔵の相武国境でもあった[注 1]。
  - ほしのや道 - 坂東三十三箇所の巡礼街道が、区内を通っている。泉区から入り。宮沢六道辻〜下瀬谷〜橋戸を通って、大和駅に出るコースである。橋戸の左馬神社に「右ほしのや道」と刻まれている道標を兼ねた庚申塔（安永8年）が建っている。

## 名所
- 鷹見塚 - 江戸幕府開幕のころにおかれ、5代将軍徳川綱吉の時に一時廃れたが、8代将軍徳川吉宗の代に復活した鷹狩りを行う際の指揮台として用いた物見塚。区内には2箇所設置された。現在では瀬谷四丁目の環状4号線沿いに1箇所残るのみである。
- 白鳳庵 - 個人の私邸に、30種約3,000株のあじさいが植えられており、開花時期に合わせて一般開放されている。入り口の門は、横浜税関、神奈川県庁の正門を経て、現在の場所に移築された由緒のある門である。
- 乳出神の碑 - 東野第一公園にある。碑によると、この周辺にわき出ている清水を持ち帰って飲むと、母乳の出が良くなったという言い伝えがあるという。昭和42年ごろまでは乳出神を祭った泉があったが、近年の造成工事によって清水は断たれた。昭和初期の神中鉄道発行の観光地図にも記載されている。

### 桜の名所
- 海軍道路（上杉禅秀の乱の古戦場）
  - 米軍上瀬谷通信施設基地の敷地内を通る、瀬谷駅近辺から国道16号まで2850mの直線道路。桜並木となっているため、花見の時期には多くの人が訪れ大渋滞することで有名。桜の植樹は、瀬谷中学校側は昭和50〜51年ごろに、旧国道16号側は昭和57〜58年ごろ、瀬谷中学校の生徒を中心にした区民の手により行われた。現在、環状4号の一部として指定を受け拡幅工事が行われているが、上瀬谷通信隊の返還が内定したことにより、敷地内での施工開始が速まる可能性が出てきたため、桜の扱いについての動向が注目されている。
  - 毎年1月下旬、区民マラソンが開催されるなど、現在ではマラソンをする人も見受けられる。
- 野境道路 - 三ツ境駅前から聖マリアンナ医科大学横浜市西部病院前に通じる道路。
- 相沢川ウォーク - 相鉄バス「梛の木石碑前」バス停から南に1kmほどの歩道。南台こどものもり公園に隣接している。

### 主な公園
区内には約90箇所の公園がある。また2005年（平成17年）度より、一部の公園でによる管理や運営も行われている。
- 長屋門公園 - 長屋門（大岡家、明治17年の建築）と住宅（安西家住宅、江戸期中期、泉区より移築、区内に現存する最古の建築物）は市の文化財の指定をうけている。自然観察林、雑木広場は、個人の敷地を市が借り上げている。昭和50年代ごろまでは蛍が自然生息していたが、近年の公園整備工事のために絶滅。三ツ境駅からプロムナードが延びている。希望ヶ丘駅からも近い。過去、園内で結婚式を挙げたカップルもいる。市内の古民家を巡るスタンプラリーの中継点の一つ。記録映画『ムカシが来た』に移築・復元作業が収められている。阿久和川の源流の一つ。
- 瀬谷市民の森 - 18.7ha.
  - ディスクゴルフのコースが清水ヶ丘広場にあり、一般の市民も利用できる。
  - 和泉川の源流。
- 瀬谷北口公園
- 瀬谷本郷公園 - 野球場（照明あり）、テニスコート。サッカーのできる球技場も整備中。
- 瀬谷中央公園 - こどもログハウス"まるたのしろ"、乳児から利用できる。
- 瀬谷貉窪（むじなくぼ）公園
- 阿久和大久保原公園
- 南台こどものもり公園
- 三ツ境第五公園

### 水辺の整備
区内を流れる河川沿いに、親水公園やプロムナードを整備している。区は、都市計画において「自然環境づくりの方針」を第一に掲げている。
- 阿久和川 - 長屋門公園に「せせらぎの水辺」。
- 和泉川 - 厚木街道沿いの「二ツ橋の水辺」から「東山の水辺」「関ヶ原の水辺」「宮沢遊水地）までの約2.8kmが整備されている。宮沢には音がなるしかけのある「赤関おとなり橋」が架かっている。東山の水辺と関ヶ原の水辺は、2005年の土木学会デザイン賞で最優秀賞を受賞している。瀬谷貉窪公園から和泉川に湧水をつなげる「寺ノ脇の水辺」、泉区に隣接している地域に「宮沢遊水地」がある。
- 相沢川 - 「相沢川ウォーク」
- 大門川 - 瀬谷中央公園沿いに「大門川せせらぎ緑道」。
- 境川 - 中屋敷の中島橋や北新の下瀬谷第一公園付近に親水拠点があり、川岸に下りることができる。

### 主な寺社
主な寺を巡る瀬谷八福神がある。主な寺は瀬谷八福神を参照。
所在地、祭礼日、その他
- 神明社 - 二ツ橋、9月9日。享保10年（1725年）伊勢神宮より神体を受け、榊を神木として祀っている。
- 神明社 - 本郷、4月1日
- 日枝社 - 本郷、9月22日、けやき（樹齢300年以上、高さ40m、横浜市名木古木、かながわの名木100選）
- 八幡社 - 上瀬谷、9月18日、岩崎丹後守により建立。境内に八幡上古墳跡がある。東名高速道路の建設に伴い現在の位置に移った。
- 諏訪社 - 相沢、9月7日、源頼朝が鎌倉入りをした時に宿泊したと伝えられている。一間社流造、天保12年（1841年）に再建されたという棟札が残されている。
- 左馬社 - 橋戸、9月10日（9月第二日曜）、「さば」または「さま」と読む。源義朝＝佐馬頭を祀っている。近隣にある左馬神社をめぐる「厄除けの七サバ巡り」がある。また境内には天満様（学問の神様）や商売の神様も祀られている。例祭の時には神楽殿で橋戸囃子が奉納され、餅巻きなども行われる。神仏混交の名残があり、梵鐘がある。別名サバ神社。境内で子どものいたずらを叱った者には天罰が下るという言い伝えがある。
- 神明社 - 宮沢、10月第一土曜日（9月第二日曜?）。境内社として、白姫神社と三峰神社がある。一間社流造、安政3年に再建されたという記録が残されている。
- 熊野神社
- 白姫神社 - 三ツ境、8月第一土日曜日。縁日や神輿、山車が繰り広げられる。明治41年阿久和に祭られ、阿久和養蚕組合の守り神となった。その後養蚕の衰えとともに一時衰退したが、昭和30年に三ツ境に移され、現在では養蚕の名残を残して衣の神様として祭られている。
  - 上記神社の本務神社は、熊野神社が富岡八幡宮、宮沢神明社が青木神社、その他は杉山神社。
  - コナミスポーツ付近に三ツ境神社、阿久和の谷戸に阿久和神明社があったが、現在では廃社になっている。

### お囃子・音頭
- 橋戸囃子 - 9月の佐馬神社の祭礼で奉納される。
- 阿久和囃子 - 9月の熊野神社の祭礼で奉納される。
- 瀬谷音頭 - 瀬谷祭りや区内の一部の小学校の運動会で披露される。瀬谷小唄もある。

### 瀬谷区をロケ地にした作品
- 「スローなブギにしてくれ」 - 海軍道路（瀬谷西高校付近）
- 「早春スケッチブック」 - 瀬谷駅（八千代銀行）
- 「恋するトップレディ」 - 瀬谷駅北口（八千代銀行前）
- 「アットホーム・ダッド」、「鬼嫁日記」 - マークスプリングス（五貫目町にある新興住宅地）
- 「ずっとあなたが好きだった」 - 瀬谷高等学校
- 「天使のナイフ」 - そうてつ保育園GENKIDS瀬谷
- 「カバチタレ！」 - 海軍道路

## 年間行事
1月
- 消防出初め式 - 1月上旬、瀬谷公会堂周辺
- 瀬谷区マラソン大会 - 1月下旬、海軍道路周辺。
- どんど焼き - 区内各所・いくつかの社寺。

4月
- 桜祭り - 4月上旬、海軍道路周辺・上瀬谷通信基地。

8月
- 三ツ境商店街夏祭り - 8月第一土日、三ツ境駅南口商店街。富士見通りでも行われる。神輿。2005年はサンバも行われた。
- 瀬谷米軍通信隊盆踊り - 8月15日前後。
- 瀬谷銀座祭り - 8月中旬、瀬谷駅南口商店街。駅から厚木街道まで屋台が建ち並ぶ。カラオケ大会などが催しされる。

10月
- 瀬谷フェスティバル - 10月最終日曜、上瀬谷通信隊はらっぱ。従来の「瀬谷祭り」から名称が変更された。

## 出身人物など

### 出身人物
文化人
- 尾崎正善（徳善寺副住職、鶴見大学文化財学科教授）

芸能関係
- 嶋田久作（俳優）
- 伊藤かずえ（俳優）
- 裕木奈江（俳優）
- 嶋村瞳（グラビアアイドル）

スポーツ関係
- 岩﨑達郎（元プロ野球選手、東北楽天ゴールデンイーグルス）
- 荒波翔（元プロ野球選手、横浜DeNAベイスターズ）
- 松本裕樹（プロ野球選手、福岡ソフトバンクホークス）
- 栗原勇蔵（元プロサッカー選手、横浜F・マリノス）
- 美尾敦（元プロサッカー選手、FC岐阜）
- 松本憲（プロサッカー選手、ジェガビン・ユナイテッドFC）
- 葛西裕一（元プロボクサー）
- 加藤覚（専修大学陸上競技部監督）
- 上尾野辺めぐみ（サッカー選手）
- 山崎珠美（柔道家）
- 日向楓(パラリンピック水泳)

### ゆかりのある人
- 山口百恵（歌手） - 幼少期を区内で過ごす。
- ダレノガレ明美（タレント、モデル） - 幼少期より区内で育つ。
- 中村俊輔（プロサッカー選手、横浜FC）- 出生地。

## その他
- 瀬谷区の家系ラーメン : 環状4号線沿いを中心に家系ラーメンの店が点在している。
- 銭湯 : 細谷戸の銭湯が廃業し、一時期は三ツ境の桜湯だけになってしまった。最近では、北部の目黒町にスーパー銭湯「ゆめみ処ここち湯」が営業しており、2006年（平成18年）12月30日より天然温泉を使用している。また、橋戸にはスーパー銭湯湯楽（ゆら）の里が存在したが、2014年6月30日に閉店し、その跡地では現在くら寿司とブロンコビリーが営業している。
- 瀬谷区にまつわる地名・名所の入っているお菓子 : 瀬谷プリン。瀬谷最中。長屋門まんじゅう。瀬谷八福神（餅菓子）。昔が来た（茶饅頭）。瀬谷餅。あじさい最中。瀬谷の里（パイ）。
- 釣堀 : 本郷2丁目に釣り堀がある。
- 埋蔵伝説 : 阿久和に伝わる昔話に、阿久和の善光寺谷というところに一遍上人ゆかりのものやその他仏具・宝物が埋められているという。『鎌倉郡中川村郷土誌』には「道下に古穴らしきものあり強く之（これ）を踏む時は地下に異様な音響を聞く」とある。また阿久和には小金山がある。
- 瀬谷区にまつわる歌 
  - 「横浜18区アンソロジー 瀬谷区のうた」 作詞・作曲：白井ヴィンセント 演奏：インビジブル・ファミリー
  - 「みんなでつくろう 瀬谷のまち」 作詞・作曲・演奏：2007年（平成19年）度 横浜市立三ツ境小学校5年4組